# Церетели, Тамара Семёновна
Тама́ра Семёновна Церете́ли (груз. თამარ სვიმონის ასული წერეთელი, 1 (14) августа 1900, село Свери Кутаисской губернии, Российская Империя — 3 апреля 1968, Москва, СССР) — певица (контральто), одна из ведущих представительниц жанра русского цыганского романса на русской и советской эстрадной сцене. Заслуженная артистка Грузинской ССР (1958).

## Биография
Любила петь с раннего детства, но по окончании гимназии (в Кутаиси) поступила в Тифлисский университет на медицинский факультет. Только потом решила посвятить себя пению и в 1920 году перешла оттуда в Тифлисскую консерваторию. Училась там до 1923 года на оперную певицу. С 1920 года выступала на эстраде с исполнением цыганских романсов. В 1923 году переехала в Москву, в ноябре того же года уже дала в Малом зале Московской консерватории свой первый сольный концерт (под названием «Старинные цыганские романсы и таборные песни»). Певица была сразу замечена столичной публикой и прессой, стала одним из ведущих актов на московской эстрадной сцене. Церетели стала регулярно давать концерты на главных московских эстрадных площадках — в саду «Эрмитаж», в мюзик-холлах, в Колонном зале Дома Союзов, ездила и с гастролями по Советскому Союзу. Церетели исполняла в своем репертуаре и грузинские народные песни «Светлячок», «Сулико» и другие. Также исполняла лирические песни советских композиторов М. Г. Фрадкина, К. Я. Листова и других.
Тамарой Церетели были сделаны самые ранние записи песни «Дорогой длинною» (1925). Скончалась в Москве, урна с прахом перезахоронена в Дидубийском пантеоне города Тбилиси, Грузия.

## Семья
Правнучка легенды, 23-летняя певица Нини Цнобиладзе, приняла участие в украинской версии шоу «Голос». Девушка из Тбилиси выросла в творческой семье мамы-музыканта и папы-танцора знаменитого балета «Сухишвили».